# Oedothorax simplicithorax
Oedothorax simplicithorax là một loài nhện trong họ Linyphiidae.
Loài này thuộc chi Oedothorax. Oedothorax simplicithorax được Andrei V. Tanasevitch miêu tả năm 1998.